# Lachapelle-Saint-Pierre
Lachapelle-Saint-Pierre is een gemeente in het Franse departement Oise (regio Hauts-de-France) en telt 863 inwoners (2005). De plaats maakt deel uit van het arrondissement Beauvais.

## Geografie
De oppervlakte van Lachapelle-Saint-Pierre bedraagt 4,2 km², de bevolkingsdichtheid is 205,5 inwoners per km².
De onderstaande kaart toont de ligging van Lachapelle-Saint-Pierre met de belangrijkste infrastructuur en aangrenzende gemeenten.

## Demografie
Onderstaande figuur toont het verloop van het inwonertal (bron: INSEE-tellingen).